# Germaine Risse
Germaine Mélanie Suzanne Risse née le 14 juin 1895 à Paris 2e et morte le 31 mai 1998 à Paris 18e, est une actrice de théâtre et de cinéma française.

## Théâtre
- 1923 : Rends-moi ce petit service, trois actes d'Alex Madis, avec Abel Tarride et Germaine Risse, à la Comédie Caumartin[1].

## Filmographie
- 1916 : Le Sourire de Rigadin de et avec Georges Monca
- 1922 : La Résurrection du Bouif[2]
- 1931 : Le Seul Bandit du village
- 1932 : Ah ! Quelle gare !
- 1939 : Une java
- 1961 : Tire-au-flanc 62

## Source
: document utilisé comme source pour la rédaction de cet article.
- Comoedia
- La Rampe (1915-1934), magazine théâtral illustré (BNF 32847829)